# Xã South Dresden, Quận Cavalier, Bắc Dakota
Xã South Dresden (tiếng Anh: South Dresden Township) là một xã thuộc quận Cavalier, tiểu bang Bắc Dakota, Hoa Kỳ. Năm 2010, dân số của xã này là 33 người.